# Eotetranychus clitus
Eotetranychus clitus är en spindeldjursart som beskrevs av Pritchard och Baker 1955. Eotetranychus clitus ingår i släktet Eotetranychus och familjen Tetranychidae. Inga underarter finns listade i Catalogue of Life.